# 維格·桑鐸
維格·桑鐸，CBE（1912年5月17日—1997年1月7日）是一位匈牙利小提琴家、指揮家，被認為是二十世紀最佳的室內樂演奏家之一。

## 生平

### 早年
維格·桑鐸出生於奧匈帝國科洛茲堡（現為羅馬尼亞克卢日-纳波卡），雙親皆是民俗音樂（而非嚴肅音樂）的樂手，其合作、歌唱性皆成為維格日後在演奏特性上的養分。6歲時，維格開始接觸小提琴，據本人表示，「只是因為父母認為小提琴學習比起鋼琴便宜⋯⋯對於要買下一把斯特拉底瓦里到底需要多少錢，他們是沒有概念的。」1924年，維格進入布達佩斯李斯特音乐学院就讀，從胡鮑伊·耶內學習小提琴演奏，並與柯达伊·佐尔丹修習作曲技巧。1930年，維格以優異的成績自李斯特音乐学院畢業。

### 職業生涯
維格於1927年開始其職業生涯，起初是以獨奏家身分進行活動。1934年，他與幾位好友創建了匈牙利弦樂四重奏，首演了巴托克的第5號四重奏。1940年，維格組建了自己的弦樂四重奏團體，「維格四重奏」。在1946年的熱那亞國際音樂比賽中，該團獲得首獎，一鳴驚人。維格四重奏的活動一直持續到七〇年代中期，但隨著維格本人離開匈牙利（1946年），其活動區域已不在匈牙利境內。
維格於1940年返回母校李斯特音乐学院任教，直到六年後離開匈牙利為止。1952年，他與大提琴家帕布罗·卡萨尔斯結識，後者慷慨地邀請他前往策馬特、普拉德等地演出。期間維格仍短暫地以獨奏身分登台，但他的興趣漸漸移轉到室內樂與指揮活動上。1962年，維格創立了切爾沃國際室內樂節，並經常親自指揮演出。1978年，他成為薩爾茨堡樂集的主要指揮者，他們的莫扎特作品錄音受到廣泛好評。
在指揮教學方面，維格亦頗有心得，曾於巴賽爾（1953–63年）、弗萊堡（1954–62年）、杜塞朵夫（1962–69年）、薩爾茨堡（1971–97年）等地任教。

### 逝世
1997年，維格於德、奧邊境的小鎮弗赖拉辛病逝，享年84。他於薩爾茨堡的列弗寧（Liefering）教區教堂下葬。

## 作品

### 商業錄音
維格的個人錄音不多，維格四重奏則是廿世紀中期重要的室內樂團體之一，留有一些錄音作品。指揮方面，維格與Camerata Salzburg合作的莫扎特小夜曲、嬉遊曲錄音（由Capriccio發行），是同曲最受好評的錄音版本之一。
- 莫扎特室內樂作品
  - 第1輯（Capriccio C10153）：D大調嬉遊曲（目錄第334號）、F大調嬉遊曲（目錄第138號）
  - 第2輯（C10185）：B♭大調嬉遊曲（目錄第137號）、D大調嬉遊曲（目錄第136號）、D大調第6號小夜曲（目錄第239號）、G大調第13號小夜曲（目錄第525號）
  - 第3輯（C10192）：卡薩欣、慢板與賦格等作品
  - 第4輯（C10203）：D大調第10號嬉遊曲（目錄第247號）、D大調第11號嬉遊曲（目錄第251號）
  - 第5輯（C10271）：B♭大調嬉遊曲（目錄第287號）、D大調嬉遊曲（目錄第205號）
  - 第6輯（C10302）：安特雷特小夜曲（Antretter-Serenade，目錄第185號）等
  - 第7輯（C10333）：D大調嬉遊曲（目錄第131號）、E♭大調嬉遊曲（目錄第113號）、《一個音樂玩笑》（目錄第522號）等
  - 第8輯（C10334）：D大調進行曲（目錄第249號）、D大調第7號小夜曲（目錄第250號）
  - 第9輯（C10376）：D大調第4號小夜曲（目錄第203號）等
  - 第10輯（C10377）：D大調第1號小夜曲（目錄第100號）、D大調第5號小夜曲（目錄第204號）等

## 獲獎與榮譽
- 法國騎士勳章，1986年
- 榮譽博士，华威大学，1987年
- 榮譽博士，艾希特大學，1987年
- 薩爾茨堡金牌獎，1987年
- 大英帝國司令勳章，1988年
- 唱片大獎（Grand Prix du Disque），1989年

## 個人生活
維格於1953年歸化為法國籍，曾定居於巴塞尔，後來遷居至格賴芬塞。七〇年代後，由於薩爾茨堡方面的活動頻繁，他亦會居住在當地。

## 軼事
- 1958年起，維格的用琴固定為1724年製的斯特拉底瓦里琴，據聞該琴屬尼科罗·帕格尼尼生前所有。
- 指揮卡洛斯·克莱伯曾在私信中表示，維格「是我在指揮上的偶像」[4]。

## 外部連結
- 維格·桑鐸的Discogs页面（英文）
- Elizabeth Mortimer所著的生平歷略 （页面存档备份，存于）
- Cervo.com （页面存档备份，存于）